# Khalil Taha
Khalil Taha (arabiska: خليل  طه), född den 5 juni 1932, död den 27 juli 2020, var en libanesisk brottare som tog OS-brons i weltervikt i grekisk-romersk stil 1952 i Helsingfors.